# Lisht
Lisht hay el-Lisht là một ngôi làng nằm cách thủ đô Cairo, Ai Cập khoảng 65 km về phía nam, ngày nay là một phần của tỉnh Giza. Nơi này xưa kia là một khu nghĩa trang hoàng gia của thời kỳ Trung vương quốc, trong đó nổi tiếng nhất là Kim tự tháp Amenemhat I và Kim tự tháp Senusret I. Phức hợp của hai kim tự tháp này được bao quanh bởi những kim tự tháp nhỏ hơn của các hậu phi và công chúa, và nhiều ngôi mộ mastaba của các quan đại thần trong triều cùng thành viên trong gia đình của họ.
Những lăng tẩm được xây trong suốt thời kỳ Vương triều thứ 12 đến Vương triều thứ 13. Mộ của phu nhân Senebtisi là ngôi mộ duy nhất không bị đột nhập bởi những tên trộm mộ thời đó. Người ta tìm được nhiều trang sức còn nguyên vẹn được chôn theo cùng vị phu nhân này. Trong khi đó, những lớp quan tài trong mộ của Đại tư tế Sesenebnef lại được khắc đầy những văn tự tang lễ, là tiền thân của các bản văn khắc trong Sách của người chết.

## Lịch sử
Kinh đô của Vương triều thứ 11 được đặt tại thành phố Thebes. Vua đầu tiên của Vương triều thứ 12, Amenemhat I sau đó đã dời kinh đô về một thành phố gần Lisht có tên là Itj-Tawy, bởi vì nó gần Faiyum, một địa điểm rất thích hợp để có thể cai trị "Hai vùng đất Thượng và Hạ Ai Cập". Tàn tích của Itj-Tawy chưa thể xác định được, và bằng chứng khảo cổ duy nhất được phát hiện là những mảnh gốm trong khu vực.
Eh-Lisht đã trở thành nơi an nghỉ của 2 vị vua đầu tiên của Vương triều thứ 12, Amenemhat I và con trai là Senusret I. Hoành tráng hơn nhưng nhanh chóng trở nên điêu tàn, là Kim tự tháp Amenemhat I so với Kim tự tháp Senusret I.

## Khai quật

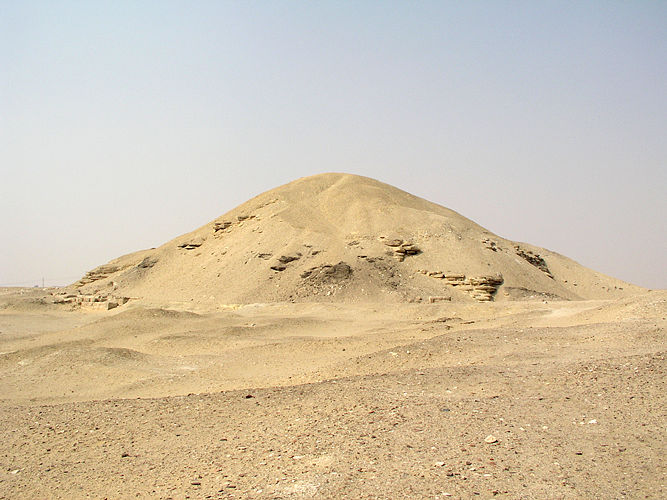
Kim tự tháp Amenemhat I

El-Lisht lần đầu tiên được khai quật vào năm 1882 bởi nhà Ai Cập học người Pháp Gaston Maspero. Maspero đến từ Paris nhưng lại có hứng thú với lịch sử Ai Cập cổ đại nên đã theo học Auguste Mariette, cũng là một nhà Ai Cập học người Pháp. Sau khi Mariette qua đời, Maspero tiếp tục nhiệm vụ khảo cổ của thầy. Ông làm việc cho Viện Khảo cổ học phương Đông của Pháp. Nhóm của ông tiếp tục khai quật khu vực này từ năm 1884 cho đến năm 1885. Từ năm 1906 đến năm 1934, đoàn khảo cổ đến từ Bảo tàng Nghệ thuật Metropolitan, New York, đã tiếp tục làm việc trên mảnh đất el-Lisht. Nhóm khảo cổ của Bảo tàng Metropolitan sau đó đã quay lại đây vào năm 1984 đến năm 1991.

### Bắc el-Lisht - Kim tự tháp Amenemhat I
Kim tự tháp Amenemhet I ban đầu có độ cao hơn 55 mét, nhưng ngày nay nó chỉ còn cao khoảng 20 mét. Nhìn từ xa, nó không khác gì một cồn cát lớn ngay giữa lòng sa mạc. Ngoài việc tay nghề kém của các thợ xây, vật liệu được sử dụng để xây dựng kim tự tháp cũng không bền, chúng chủ yếu là gạch bùn và cát đá. Cát đá là những thứ có sẵn, trong khi gạch bùn lại rất rẻ. Một điều đặc biệt ở phần lõi kim tự tháp, nhiều khối đá vôi của nó đều có khắc tên của các pharaon Khufu, Khafre, Unas và Pepi I (hoặc Pepi II).
Có nhiều ý kiến về sự xây dựng cẩu thả này. Một giả thuyết cho rằng địa hình của khu vực này không phù hợp với cấu trúc của kim tự tháp. Giả thuyết thứ hai, có thể sức khỏe Amenemhet I khi đó đã ngày một sa sút, nhưng lại không muốn được chôn cất trong một ngôi mộ chưa hoàn thành nên đã gấp rút xây dựng nó. Giả thuyết thứ ba, Amenemhet I đã chết trước khi kim tự tháp được xây xong, và con trai của ông đã vội vã xây cho xong lăng mộ của cha mình để tiếp tục xây công trình cho chính mình.

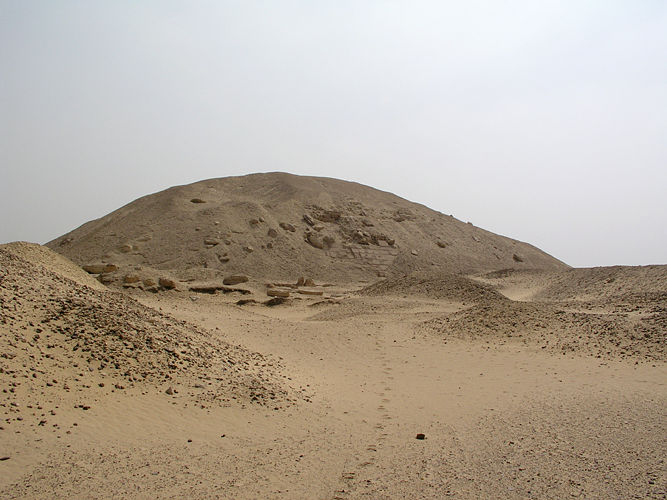
Kim tự tháp Senusret I

Phòng mộ bên dưới kim tự tháp đã chìm hoàn toàn trong nước ngầm, mọi nỗ lực bơm nước ra ngoài đều thất bại. Vì thế, cấu trúc ngầm bên dưới vẫn không thể nào khám phá được.

### Nam el-Lisht - Kim tự tháp Senusret I
Kim tự tháp Senusret I nằm cách lăng mộ của cha mình khoảng 1 dặm về phía nam, được Maspero phát hiện năm 1882. Kim tự tháp không còn giữ được hình dạng của nó như lúc ban đầu, chiều cao của nó là 61,25 mét. Cũng không khác gì kim tự tháp của Amenemhet, kim tự tháp của ông giờ đây cũng trông như một ngọn đồi phủ đầy cát.
Phòng mộ của kim tự tháp cũng đã ngập nước, và hiện các nhà khảo cổ cũng không thể đặt chân vào được bên đó. Xung quanh phức hợp của ông là 9 kim tự tháp con khác thuộc về các thành viên trong hoàng gia.